# Stadion Bežigrad
Stadion Bežigrad (słoweń. Bežigrajski stadion, Stadion Bežigrad) – wielofunkcyjny obiekt sportowy w stolicy Słowenii, Lublanie. 
Został otwarty w 1935 roku. Wcześniej na tym miejscu w 1928 roku został wybudowany stadion dla katolickiej młodzieży Związku Sportowego "Orel". Został zaprojektowany przez architekta Jože Plečnika. Bierze swoją nazwę od nazwy dzielnicy Lublany Bežigrad. Obiekt stanął naprzeciwko stadionu „ob Tyrševi cesti”.
Stadion Bežigrad został przeznaczony, głównie dla meczów piłki nożnej, i była areną domową klubu Olimpija Lublana (założonego w 1911), aż do rozwiązania klubu w 2004 roku. Nowo utworzony klub o tej samej nazwie Olimpija Lublana rozgrywa swoje mecze domowe na stadionie Stožice, zbudowanym w 2010, który przejął tytuł największego stadionu w Lublanie i Słowenii.
Ostatnio był zamknięty od 2008 roku do stycznia 2013 roku na kolejną modernizację. Joc Pečečnik, słoweński multimilioner, planuje zmodernizować go, aby spełniał wszystkie kryteria UEFA do rozgrywania najważniejszych spotkań piłkarskich.
Na stadionie swoje mecze rozgrywała reprezentacja Słowenii oraz kluby grające w europejskich pucharach.